# Crocidura serezkyensis
Crocidura serezkyensis är en däggdjursart som beskrevs av Laptev 1929. Crocidura serezkyensis ingår i släktet Crocidura och familjen näbbmöss. IUCN kategoriserar arten globalt som livskraftig. Inga underarter finns listade i Catalogue of Life.
Denna näbbmus har två från varandra skilda populationer, en i Azerbajdzjan och den andra i Kazakstan, Turkmenistan och Tadzjikistan. Kanske förekommer den östra populationen även i angränsande stater. Det är nästan inget känt om artens levnadssätt.